# Кубок СССР по современному пятиборью
Соревнования Кубка СССР по современному пятиборью являлись внутри союзными соревнованиями и проводились под эгидой Федерации современного пятиборья СССР. Наряду с чемпионатом СССР, один из самых главных спортивных турниров в Советском Союзе. В кубке участвовали как команды, представлявшие республики Советского Союза, так и команды спортивных ведомств (Вооруженных Сил, Динамо и профсоюзных коллективов физкультуры).
Первый турнир «Кубок СССР по современному пятиборью» прошел в июне 1955 года в Москве, последний турнир на Кубок СССР прошел в 1991 году. Соревнования являлись отборочным стартом по результатам которого формировался состав сборной СССР для участия в международных соревнованиях. Регламент соревнования неоднократно претерпевал изменения, награды разыгрывались как правило в личном и командном первенстве (иногда проводились эстафеты).
С 1993 года стали проводить соревнования — Кубок России.

## Мужчины
Первый Кубок СССР по современному пятиборью был проведен в 1955 году. Победителем стал Игорь Новиков (Динамо, Армянская ССР), в командном первенстве первое место завоевала команда ВФСО «Динамо» в составе: И. Новиков, А. Тарасов, Д. Грибов и А. Певцов.

## Женщины
С 1988 года в розыгрыше Кубка СССР стали принимать участие и женщины. Обладателем первого Кубка СССР среди женщин стала четырехкратная чемпионка мира Ирина Киселева (Вооруженные Силы, Москва).
У женщин было проведено всего 4 турнира.

## Сведения о Кубке СССР
| Мужчины | Мужчины                  | Мужчины                                                          | Женщины | Женщины               | Женщины                                                           |
| Год     | Место проведения         | Победитель                                                       | Год     | Место проведения      | Победитель                                                        |
| 1991    |                          |                                                                  | 1991    |                       |                                                                   |
| 1990    | Ташкент · Узбекская ССР  | Дмитрий Кригер · Казахская ССР · Алма-Ата · Динамо               | 1990    | Москва                | Марина Колонина · Москва · Профсоюзы «Планерная»                  |
| 1989    | Тбилиси · Грузинская ССР | Леонид Витославский · Москва · Вооруженные Силы                  | 1989    | Рига · Латвийская ССР | Светлана Добротворская · Латвийская ССР · Рига · Вооруженные Силы |
| 1988    | Минск · Белорусская ССР  | Вахтанг Ягорашвили · Грузинская ССР · Тбилиси · Вооруженные Силы | 1988    | Рига · Латвийская ССР | Ирина Киселева · Москва · ЦСКА                                    |
| 1987    |                          |                                                                  |         |                       |                                                                   |
| 1986    | Минск · Белорусская ССР  | Вахтанг Ягорашвили · Грузинская ССР · Тбилиси · Вооруженные Силы |         |                       |                                                                   |
| 1984    | Минск · Белорусская ССР  | А. Юрковецкий · Украинская ССР · Киев · Вооруженные Силы         |         |                       |                                                                   |
| 1983    | Краснодар · РСФСР        | Игорь Брызгалов · Грузинская ССР · Тбилиси · Динамо              |         |                       |                                                                   |
| 1982    | Фрунзе · Киргизская ССР  | Евгений Липеев · РСФСР · Краснодар, Динамо                       |         |                       |                                                                   |
| 1981    | Фрунзе · Киргизская ССР  | Александр Тарев · Киргизская ССР · Фрунзе · Вооруженные Силы     |         |                       |                                                                   |
| 1980    | Киев · Украинская ССР    | Анатолий Старостин · Таджикская ССР · Душанбе · Динамо           |         |                       |                                                                   |
| 1979    | Киев · Украинская ССР    | Валентин Рогов · Белорусская ССР · Гомель · Динамо               |         |                       |                                                                   |
| 1978    | Вильнюс · Литовская ССР  | Олег Булгаков · РСФСР · Краснодар · Динамо                       |         |                       |                                                                   |
| 1977    | Львов · Украинская ССР   | Владимир Голомовзый · Украинская ССР · Львов · Вооруженные Силы  |         |                       |                                                                   |
| 1976    | Львов · Украинская ССР   | Владимир Шмелев · Московская область · Вооруженные Силы          |         |                       |                                                                   |
| 1975    | Ростов-на-Дону · РСФСР   | Владимир Шмелев · Московская область · Вооруженные Силы          |         |                       |                                                                   |
| 1974    | Львов · Украинская ССР   | Павел Леднев · Украинская ССР · Вооруженные Силы                 |         |                       |                                                                   |
| 1973    | Ереван · Армянская ССР   | Владимир Дрюков Авангард                                         |         |                       |                                                                   |
| 1972    | Нальчик · РСФСР          | Владимир Шмелев · Московская область · Вооруженные Силы          |         |                       |                                                                   |
| 1971    | Киев · Украинская ССР    | Владимир Киселев · Москва · Спартак                              |         |                       |                                                                   |
| 1970    |                          | Виктор Силяхин · РСФСР · Спартак                                 |         |                       |                                                                   |
| 1961    | Ереван · Армянская ССР   | Сергей Фетисов · Москва · Вооруженные Силы                       |         |                       |                                                                   |
| 1960    | Львов · Украинская ССР   | Юрий Савитский · Туркменская ССР · Ашхабад · Динамо              |         |                       |                                                                   |
| 1955    | июнь 1955 года · Москва  | Игорь Новиков · Армянская ССР · Ереван · Динамо                  |         |                       |                                                                   |